# Umowa użyczenia
Umowa użyczenia – umowa nazwana, regulowana przez przepisy Kodeksu cywilnego (art. 710–719), przez którą jedna z jej stron (użyczający) zapewnia drugiej stronie (biorący) bezpłatne używanie umówionej rzeczy przez czas określony lub nieokreślony.
Przedmiotem użyczenia może być zarówno rzecz ruchoma, jak i nieruchomość.

## Przebieg użyczenia
Jeżeli sposobu nie określa umowa, należy rzeczy używać zgodnie z jej przeznaczeniem i właściwościami. Bez zgody użyczającego nie można oddać rzeczy użyczonej do używania.
Biorący ponosi zwykłe koszty utrzymania rzeczy. Jeżeli poczynił dodatkowe wydatki lub nakłady, stosuje się odpowiednio przepisy dotyczące prowadzenia cudzych spraw bez zlecenia. Po wykorzystaniu biorący ma obowiązek zwrócić ją właścicielowi w nie pogorszonym stanie. Jeżeli jednak zużycie wynikało z prawidłowego używania, to nie ponosi odpowiedzialności.
Biorący jest odpowiedzialny za przypadkową utratę lub uszkodzenie rzeczy, jeśli:
- używa jej w sposób sprzeczny z umową, właściwościami lub przeznaczeniem,
- powierza rzecz osobie trzeciej bez upoważnienia umownego ani nie będąc zmuszony przez okoliczności.

Dodatkowym warunkiem odpowiedzialności jest to, że rzecz nie uległaby stracie lub uszkodzeniu, gdyby te okoliczności nie zaistniały.

## Użyczenie lokalu
Zgodnie z Kodeksem cywilnym, użyczający na podstawie umowy użyczenia, zezwala biorącemu na bezpłatne korzystanie z rzeczy określonej w umowie na pewien czas.
Udostępnienie może dotyczyć części lub całości nieruchomości. Ważność takiej umowy będzie jednakowa, niezależnie od tego, czy podpisano:
- umowę użyczenia domu,
- umowę użyczenia części lokalu,
- umowę użyczenia pokoju.

## Zakończenie użyczenia

### Terminowe
Użyczenie kończy się, jeśli:
- minął czas, na jaki umowa była zawarta,
- biorący zrobił z rzeczy użytek odpowiadający umowie,
- minął czas, w którym biorący mógł zrobić z rzeczy użytek odpowiadający umowie.

### Przedterminowe
Użyczający może żądać zwrotu w każdym czasie nawet, gdy umowa zawarta była na czas oznaczony, jeżeli:
- biorący używa rzeczy w sposób sprzeczny z umową, właściwościami albo przeznaczeniem rzeczy,
- oddał rzecz do używania innej osobie, nie będąc do tego upoważnionym ani przez umowę, ani zmuszony przez okoliczności
- rzecz jest potrzebna użyczającemu z przyczyn niedających się przewidzieć w momencie zawarcia umowy.

## Przedawnienie roszczeń
Przedawnienie wzajemnych roszczeń z tytułu:
- zwrotu nakładów biorącego,
- wad rzeczy,
- odpowiedzialności za uszkodzenie lub pogorszenie rzeczy

następuje po roku od dnia zwrotu rzeczy.